# يوهان هوفي
يوهان هوفي (بالنرويجية البوكمول: Johan Hove)‏ (7 سبتمبر 2000 في النرويج - ) هو لاعب كرة قدم نرويجي في مركز الوسط.

## روابط خارجية
- يوهان هوفي على موقع اتحاد النرويج (النرويجية)
- يوهان هوفي على موقع قاعدة بيانات كرة القدم.إي يو (الإنجليزية)
- يوهان هوفي على موقع Soccerway.com (الإنجليزية)